# Szczedrzykowice
Szczedrzykowice – wieś w Polsce położona w województwie dolnośląskim, w powiecie legnickim, w gminie Prochowice.

## Podział administracyjny
W latach 1975–1998 miejscowość administracyjnie należała do województwa legnickiego.

## Zabytki
Do wojewódzkiego rejestru zabytków wpisany jest:
- zespół pałacowy, z czwartej ćwierci XIX w.:
  - pałac, wzniesiono w 1885 r. dla Gottfrieda Schneidera, ówczesnego właściciela wsi. Budynek należy obecnie do Fundacji Centaurus, której głównym celem jest ochrona praw zwierząt oraz promowanie hipoterapii i terapii kontaktowych z pomocą zwierząt. 30.12.2012 r. spłonął dach pałacu[5].
  - park.

## Sport
W miejscowości działa klub piłki nożnej, Orkan Szczedrzykowice, występujący aktualnie (sezon 2023/2024) w klasie B, gr. Legnica IV.